# Nénkovychi
Nénkovychi (ucraniano: Не́ньковичі) es un pueblo de Ucrania, constituido administrativamente como una pedanía del asentamiento de tipo urbano de Zarichne, en el raión de Varash de la óblast de Rivne.
En 2001, el pueblo tenía una población de 1149 habitantes.
Se ubica unos 10 km al norte de la capital municipal Zarichne, junto a la frontera con Bielorrusia.

## Historia
Antes de la fundación del actual municipio de Zarichne en 2020, el pueblo era sede de un consejo rural en el raión de Zarichne. El consejo rural incluía como pedanía a Komory.